# Royaume du Hordaland
Le royaume de Hordaland est l'un des petits royaumes norvégiens du haut Moyen Âge. Le Hordaland est un fylke actuel de la Norvège.

## Étymologie
Hordaland (vieux norrois : Hórðaland ou Hórdafylki) était l'ancien nom de la région qui a été ressuscitée à l'époque moderne. Le premier élément est le génitif pluriel de hǫrðar1, le nom des Harudes (en), une ancienne tribu germanique de Jutland, le deuxième élément signifie terre ou région. Björn krepphendi dans son poème Magnússirápa, dédié à Magnus III de Norvège, mentionne le monarque comme le chef du Hǫrðar (Hǫrða ræsir).

## Situation
Ce royaume joue un rôle central dans le contrôle des routes maritimes longeant la côte ouest de la Norvège. Hordaland abrite plusieurs manoirs royaux, dont Alrekstad, Seim, et Fitjar, qui sont étroitement liés à l'expansion et à la consolidation du pouvoir royal. Ces résidences sont stratégiquement situées le long des principales routes maritimes, facilitant les voyages et le commerce entre les îles Shetland, les Orcades, et d'autres territoires atlantiques. Hordaland est une base importante pour les rois qui cherchent à étendre leur influence sur la mer du Nord et l'Atlantique.

## Histoire
D'après l'étude étymologique, le Hordaland pourrait être cité depuis le Ier siècle par Jules César dans De Bello Gallico lorsqu'il désigne vingt tribus germaniques, dont les Harudes (en). Au VIe siècle, Jordanès évoque le Rogaland et le Hordaland comme royaumes nordiques. Enfin, vers 787, la chronique anglo-saxonne relate l'arrivée de norðmanna of Hereða lande (hommes du Nord du Hordaland) qui tuent le représentant du roi anglo-saxon.
Durant l'âge des Vikings, le Hordaland est un des petits royaumes indépendants de Norvège. Il en serait l'un des plus importants puisqu'il participerait à la bataille de Hafrsfjord, à la fin du IXe siècle, menant à l'unification de la Norvège par Harald à la Belle chevelure. Le Hordaland prend alors le nom de Hordafylke au sein du Gulaþing créé vers 900 et perd son statut de petit royaume.
Plusieurs rois légendaires et semi-légendaires du Hordaland se retrouvent dans la littérature nordique, : 
- Fridthjóf le Fort, roi légendaire du Hordaland décrit dans la Saga de Frithiof (en)
- Herthjóf de Hordaland (es)
- Víkar (en)
- Eirik de Hordaland (es), tué par Harald en 872 à la bataille de Hafrsfjord. Sa fille Gyda épouse par la suite Harald, devenu roi de toute la Norvège.